# Phlebosphales patulata
Phlebosphales patulata là một loài bướm đêm trong họ Geometridae.